# 안드레아 벨로티
안드레아 벨로티(이탈리아어: Andrea Belotti, 1993년 12월 20일 ~ )는 벤피카에서 공격수로 활약하고 있는 이탈리아의 축구 선수이다. 2015년 토리노와 계약하기 전 알비노레페와 팔레르모에서 활약하였고, 팔레르모에서는 2013-14 시즌 세리에 B 우승에 기여하였다. 이후 잔 피에로 벤투라의 부름을 받아 이탈리아 축구 국가대표팀 엔트리에 이름을 올렸으며, 2016년 9월 1일 프랑스와의 경기에서 A매치 데뷔전을 치렀다.

## 수상
팔레르모
- 세리에 B: 2013–14

이탈리아
- UEFA 유럽 축구 선수권 대회: 2020